# Лікар Голлівуд
Лікар Голлівуд (англ. Doc Hollywood) — американська комедія 1991 року.

## Синопсис
Молодий хірург Бенджамін Стоун отримує пропозицію перейти на роботу в голлівудську клініку. По дорозі він потрапляє в невелику аварію і зносить машиною паркан у невеликому містечку. За заподіяний збиток суд призначає Бенджаміну покарання у вигляді примусової роботи в місцевій лікарні. Місцеві мешканці раді появі нового молодого лікаря та сподіваються що він залишиться у них. Бен цього не планує поки не зустрічає Лу, красиву дівчину, яка працює в лікарні.

## У ролях
| Актор               | Роль                           |
| ------------------- | ------------------------------ |
| Майкл Джей Фокс     | доктор Бенджамін Стоун         |
| Джулі Ворнер        | Віалула / «Лу»                 |
| Барнард Г'юз        | лікар Аврелій Гоґ              |
| Вуді Гаррельсон     | Генк Гордон                    |
| Бріджит Фонда       | Ненсі Лі Ніколсон              |
| Френсіс Стернгаґен  | Ліліан, комітет                |
| Джордж Гамільтона   | доктор Галберстром             |
| Девід Огден Стайерз | мер Нік Ніколсон               |
| Мел Вінклер         | Мелвін, механік                |
| Гелен Мартін        | Медді, комітет                 |
| Робертс Блоссом     | суддя Еванс                    |
| Том Лесі            | заступник Коттон               |
| Макон Маккалман     | Обрі Дрейпер                   |
| Рей Бирк            | Саймон Тідвелл, перший пацієнт |
| Еді Берд            | медсестра Пакер                |
| Вільям Коварт       | Лейн, помічник Мелвін          |
| Емзі Стрікленд      | Віолет, комітет                |
| Тайм Вінтерс        | Кайл Оуенс                     |
| Кей Ті Вогт         | Мері Оуенс                     |
| Джордан Лунд        | Джон Кроуфорд                  |

## Саундтрек
| Список треків | Список треків                       | Список треків |
| #             | Назва                               | Тривалість    |
| ------------- | ----------------------------------- | ------------- |
| 1.            | «The Lady in the Lake»              | 0:42          |
| 2.            | «Speedster»                         | 3:35          |
| 3.            | «Stones Rounds»                     | 2:21          |
| 4.            | «Kije's Wedding»                    | 1:27          |
| 5.            | «Meat Is Murder»                    | 0:34          |
| 6.            | «Down Ten Dollars»                  | 0:20          |
| 7.            | «Jasmine Strut»                     | 0:54          |
| 8.            | «Chant»                             | 2:22          |
| 9.            | «Slow Squash Love»                  | 0:35          |
| 10.           | «Pee Zydeco»                        | 0:24          |
| 11.           | «Voices Across a Lake»              | 2:10          |
| 12.           | «The Millwood Stomp»                | 0:59          |
| 13.           | «Crazy - Patsy Cline»               | 2:43          |
| 14.           | «Polegnala e Todora»                | 2:49          |
| 15.           | «Fireflies and Night Shade»         | 2:31          |
| 16.           | «Stone Walks Alone»                 | 0:49          |
| 17.           | «Escape From Grady»                 | 1:11          |
| 18.           | «Breech Birth»                      | 0:38          |
| 19.           | «Remembrance of Things Past»        | 0:57          |
| 20.           | «A Shooting Star»                   | 0:51          |
| 21.           | «Back to the Interstate, Ben Stone» | 2:53          |
| 22.           | «Life Sentence»                     | 4:25          |
| 36:10         |                                     |               |